# Gemeinfreiheit

Die verschiedenen Formen der Immaterialgüterrechte; der Raum außerhalb entspricht der Gemeinfreiheit.

Der Gemeinfreiheit unterliegen alle geistigen Schöpfungen, an denen keine Immaterialgüterrechte, insbesondere keine Urheberrechte, bestehen. Die im anglo-amerikanischen Raum anzutreffende Public Domain (PD) ist ähnlich, aber nicht identisch mit der europäischen Gemeinfreiheit. Nach dem Schutzlandprinzip bestimmt sich die Gemeinfreiheit immer nach der jeweiligen nationalen Rechtsordnung, in der eine Nutzung vorgenommen wird.
Gemeinfreie Güter können von jedermann ohne eine Genehmigung oder Zahlungsverpflichtung zu jedem beliebigen Zweck verwendet werden. Wer Immaterialgüterrechte geltend macht (Schutzrechtsberühmung), obwohl das Gut in Wahrheit gemeinfrei ist, kann Gegenansprüche des zu Unrecht in Anspruch Genommenen auslösen.
Der Begriff der Gemeinfreiheit wird vor allem bei Urheberrechten benutzt, andere Immaterialgüterrechte sind Begriffe wie Freihaltebedürfnis im Markenrecht oder Freier Stand der Technik und naheliegende Weiterentwicklung im Patentrecht üblich. Im gewerblichen Feld wird auch von Wettbewerbsfreiheit gesprochen. Sie fallen alle unter die Gemeinfreiheit im weiteren Sinne.

## Struktur
Die Gemeinfreiheit ist die Grundnorm allen Wissens und aller geistigen Schöpfungen. Von der Nutzung gemeinfreier Güter kann niemand ausgeschlossen werden, die Nutzung durch eine Person verhindert nicht, dass andere dasselbe gemeinfreie Gut nutzen: Sie ist nicht exklusiv und nicht rivalisierend.
Verschiedene Bereiche wirken in der Gemeinfreiheit zusammen: Ökonomisch sind gemeinfreie Güter nicht knapp und, da die Nutzung nicht-rivalisierend ist, ergeben sich auch bei intensivem Zugriff auf gemeinfreie Güter positive Externalitäten. Demokratische, rechtsstaatliche Funktionen zeigen sich bei amtlichen Werken. Diese müssen gemeinfrei sein und eine möglichst weite Verbreitung anstreben, da ihre Kenntnis Voraussetzung für das Funktionieren der Gesellschaft und des Staates ist. Kulturell ist Gemeinfreiheit im Bereich Bildung und Wissenschaft angelegt, Ideen und Wissen können nicht geschützt und damit monopolisiert werden. Eine Weiterentwicklung der Wissenschaft setzt den Zugang zum aktuellen Stand voraus. In der Kunst ist der kulturelle Grundbestand der nicht mehr geschützten Werke das gemeinschaftliche kulturelle Erbe der Menschheit. Daraus, aber auch aus Reflexionen und Kritik ergibt sich die Inspiration für neue Werke.
Die Gemeinfreiheit, als Abwesenheit von Immaterialgüterrechten, ist ein Feld des offenen Wettbewerbs. Reto M. Hilty stellt fest, dass dieser Kreativität und Wachstum fördert. Der Eingriff in den Wettbewerb mit einem Monopolrecht muss daher immer begründet werden und ist kein Selbstzweck. Die These „Mehr Schutz = mehr Kreativität“ weist er zurück. Gemeinfreiheit ist Ausdruck der allgemeinen Handlungsfreiheit und kann nur durch gesetzliche Regelungen beschränkt werden. Die Immaterialgüterrechte sind solche gesetzlichen Regelungen.
Die herrschende Meinung sieht einen Gleichrang von Gemeinfreiheit und Immaterialgüterrechten und strebt daher ein ausgewogenes Verhältnis zwischen beiden an. Rechtsdogmatisch wird dagegen das Regel-Ausnahme-Verhältnis vorgebracht, nach dem die Gemeinfreiheit Vorrang genießt, „die erstmalige Gewährung von Immaterialgüterrechten ist rechtfertigungbedürftig.“
Auf dieser Grundlage kann Gemeinfreiheit in verschiedenen Formen begründet sein:
- Schöpfungen, die nie einem Immaterialgüterrecht unterlagen,
- Werke, deren Schutz abgelaufen ist,
- Werke, die vom Schöpfer in die Gemeinfreiheit entlassen wurden.

In konkreten Anwendungsbereichen können auch Schranken des Urheberrechts die Wirkung der Gemeinfreiheit entfalten.

### Strukturelle Gemeinfreiheit
Das Urheberrecht und andere Immaterialgüterrechte schützt nur Werke, nicht jedoch jede geistige Schöpfung. Voraussetzungen sind zum einen, dass die Schöpfung in einer konkreten Form verkörpert ist, also über eine Idee hinausgeht, und auch nur diese Form geschützt ist, und zum anderen ist eine gewisse Schwelle an Individualität oder Originalität erforderlich, da ein Sockel aus Basiswissen, Gestaltungsprinzipien und einfachen Leistungen für jedermann zur Verfügung stehen muss. Auch kleine, naheliegende Innovationen sind als routinemäßige Weiterentwicklungen nicht schutzfähig. Derartige Schöpfungen und Leistungen unterliegen direkt der Gemeinfreiheit.

### Gemeinfreiheit durch Zeitablauf
Alle Immaterialgüterrechte, die als Schutz von Innovationen angelegt sind, haben nur eine begrenzte Laufzeit. Die Dauer des Schutzes unterscheidet sich nach den verschiedenen Schutzarten und richtet sich nach deren Regelungen. Eine Leistung wird nach der Regelschutzfrist mit Ablauf des Schutzes gemeinfrei (siehe auch Public Domain Day). Dabei ist jedoch an Urheberpersönlichkeitsrechte zu denken, die etwa im französischen Urheberrecht als ewiges droit moral dauerhaft fortbestehen.
Eine Ausnahme sind Marken, die unbegrenzt verlängert werden können, solange sie im Markt benutzt werden.

### Entlassung in die Gemeinfreiheit
Auf die Mehrzahl der Immaterialgüterrechte kann nach Belieben des Schöpfers verzichtet werden. Patente müssen ausdrücklich angemeldet werden, Designs eingetragen. Bei Leistungen, die in einem Arbeitsverhältnis erbracht werden, sind jedoch gegebenenfalls die Regelungen des Arbeitnehmererfindungsgesetzes zu prüfen.
Nach deutschem und österreichischem Recht ist umstritten, ob ein Totalverzicht auf das Urheberrecht zugunsten der Allgemeinheit möglich ist. Die wohl herrschende Meinung schließt dies unter Berufung auf § 29 UrhG-D bzw. § 19 UrhG-Ö aus. Daher gibt es dort keine Gemeinfreiheit durch Rechteverzicht wie in den USA, wo auf alle Rechte verzichtet werden kann und das Public-Domain-Werk den gleichen Status besitzt wie ein noch nie oder nicht mehr geschütztes Werk. Problematisch ist diese Position insbesondere mit Blick auf verwaiste Werke, die urheberrechtlich geschützt bleiben, aber für eine legale, lizenzierte Verwendung unzugänglich bleiben. Nach einer anderen Ansicht dient das Verbot des Verzichts auf das Urheberrecht nur dem Schutz des Urhebers vor Ausbeutung bei einer Übertragung von Urheber- und Nutzungsrechten auf einen Dritten. Bei Aufgabe zugunsten der Allgemeinheit gibt es keinen einzelnen Begünstigten und daher auch keine Ausbeutung. Diese Auslegung hält die Entlassung eines Werkes in die Gemeinfreiheit auch nach deutschem Urheberrecht für zulässig und argumentiert unter anderem mit der Gesetzesbegründung bei der Einführung der Linux-Klausel.
Es ist möglich, das Werk unter einem solchen Nutzungsrecht zur Verfügung zu stellen, dass es von jedermann frei veränderbar ist – durch eine freie Lizenz. Zur Kennzeichnung der Freigabe weitest möglicher Nutzungsrechte unter Verzicht auf eine Vergütung wurde von der Organisation Creative Commons die CC-Zero-Lizenz erstellt.
In den USA wurde Mitte der 2000er Jahre das Public Domain Enhancement Act diskutiert. Nach diesem Vorschlag würde jedes urheberrechtlich geschützte Werk, für welches nach Ablauf von 50 Jahren keine symbolische Gebühr bezahlt wird, unwiderruflich in die Gemeinfreiheit fallen. Dies würde nicht nur das Problem verwaister Werke lösen, sondern auch die Gemeinfreiheit stärken.

### Schrankenbestimmungen
Die Schranken der Immaterialgüterrechte erlauben die freie Benutzung von ansonsten geschützten Leistungen in einem bestimmten Kontext. Innerhalb dieser Grenzen kann die Leistung genutzt werden, als wäre sie gemeinfrei. So sind amtliche Werke nach deutschem Recht gemeinfrei; in den Vereinigten Staaten geht diese Regel noch weiter: alle Leistungen von Angehörigen der Bundesregierung, die diese in Ausübung ihres Dienstes erbringen, sind unmittelbar in der Public Domain.
Zu Zwecken der Rechtspflege und öffentlichen Sicherheit können alle urheberrechtlich geschützten Werke in Deutschland verwendet werden.
Die freie Benutzung noch geschützter Werke ist zulässig, wenn die persönlichen Züge des Originalwerkes verblassen und die des neuen Urhebers in den Vordergrund treten.

## Abgrenzung zu verwandten Konzepten

### Public Domain

Älteres PD-Symbol als Negierung des Copyrightzeichens.

Der Rechtsbegriff Public Domain steht im angelsächsischen Common Law für „frei von Urheberrechten“. Die Bedeutung englischer Begriffe wie Copyright und Public Domain kann nicht ohne weiteres auf die deutschen Begriffe „Urheberrecht“ und „Gemeinfreiheit“ übertragen werden.
So kennt das angelsächsische Copyright kein ausdrückliches Urheberpersönlichkeitsrecht, das in kontinentaleuropäischen Rechtsordnungen dazu führen kann, dass trotz Gemeinfreiheit einer Schöpfung bestimmte Nutzungsformen im Einzelfall als Verletzung von Persönlichkeitsrechten des Urhebers unzulässig sein können, in Frankreich sogar mit ewiger Dauer. Aus demselben Grund ist eine Aufgabe des Copyrights und die Entlassung eines Werkes in die Public Domain unproblematisch, während sie in Kontinentaleuropa umstritten und nach der herrschenden Meinung unzulässig ist.

### Copyleft
Das rechtliche Prinzip des Copylefts ist nicht vereinbar mit dem der Gemeinfreiheit, da Copyleft auf dem Urheberrecht aufbaut, anstatt wie die Gemeinfreiheit darauf zu verzichten. Die Motivation hinter Copyleft-Lizenzen ist jedoch ähnlich der von gemeinfreien Inhalten, nämlich den Nutzern Freiheiten bezüglich der Weiterverwendung der Werke zu geben, also Kopien und modifizierte Versionen zu gestatten (siehe auch freie Inhalte). Bei gemeinfreien Werken kann eine dritte Person urheberrechtlich geschütztes Material zu dem gemeinfreien Werk hinzufügen, so dass das Gesamtwerk urheberrechtlich geschützt ist und Einschränkungen der Kopien und Bearbeitungen enthalten kann. Die Freiheit der Benutzer, die Inhalte zu modifizieren, kann also durch Änderungen Dritter verlorengehen. Um dies zu verhindern, nutzt Copyleft die Befugnisse des Autors, das Urheberrecht (Copyright), um alle weiteren Autoren eines Werkes dazu zu zwingen, das Werk mit all seinen Änderungen wieder unter die ursprüngliche Lizenz zu stellen.
Copyleft hat also aus der Sicht der Verbraucher den Vorteil, dass auch langfristig die Freiheit sichergestellt ist, während die Gemeinfreiheit den Vorteil bietet, auch ohne komplizierte Lizenz-Bedingungen Kopien und modifizierte Versionen zu erlauben.
Copyleft-Lizenzen sind zum Beispiel die GNU General Public License, die GNU Free Documentation License oder Creative-Commons-Lizenzen, die den Baustein Share Alike (Englisch, Weitergabe unter gleichen Bedingungen) enthalten.

## Public Domain Mark

Creative Commons’ Public Domain Mark

Die Creative Commons schlugen 2010 das Public Domain Mark (PDM) als Symbol zur Anzeige von Schöpfungen vor, die frei von Copyright-Ansprüchen und damit in der Public domain sind. Es ist das Analogon zum Copyrightzeichen, welches als „Copyright Mark“ agiert. Die Europeana-Datenbank nutzt diese Zeichen, und auf den Wikimedia Commons sind im August 2023 9,5 Millionen Arbeiten (≈9,9 % aller) in die Kategorie PDM eingeordnet. Das Symbol wurde 2020 in den Unicode-Standard unter dem Codepoint U+1F16E aufgenommen.